# Argentina i panamerikanska spelen
Argentina i panamerikanska spelen styrs av Argentinas Olympiska Kommitté i de panamerikanska spelen. Nationen deltog första gången i de panamerikanska spelen 1951 i Buenos Aires.
De argentinska idrottarna har vunnit 1160 medaljer, varav 326 guldmedaljer.

## Medaljer

### Medaljfördelning efter spel
| Spel                  | År                    | Sommarspelort         | Guld | Silver | Brons | Totalt |
| --------------------- | --------------------- | --------------------- | ---- | ------ | ----- | ------ |
| I (1)                 | 1951                  | Buenos Aires          | 68   | 47     | 39    | 154    |
| II (2)                | 1955                  | Mexico City           | 27   | 33     | 20    | 80     |
| III (3)               | 1959                  | Chicago               | 9    | 19     | 11    | 39     |
| IV (4)                | 1963                  | São Paulo             | 8    | 15     | 16    | 39     |
| V (5)                 | 1967                  | Winnipeg              | 8    | 14     | 12    | 34     |
| VI (6)                | 1971                  | Cali                  | 6    | 4      | 12    | 22     |
| VII (7)               | 1975                  | Mexico City           | 3    | 5      | 7     | 15     |
| VIII (8)              | 1979                  | San Juan              | 12   | 7      | 17    | 36     |
| IX (9)                | 1983                  | Caracas               | 2    | 11     | 22    | 35     |
| X (10)                | 1987                  | Indianapolis          | 12   | 14     | 22    | 48     |
| XI (11)               | 1991                  | Havanna               | 11   | 15     | 29    | 55     |
| XII (12)              | 1995                  | Mar del Plata         | 40   | 45     | 74    | 159    |
| XIII (13)             | 1999                  | Winnipeg              | 25   | 19     | 28    | 72     |
| XIV (14)              | 2003                  | Santo Domingo         | 16   | 20     | 27    | 63     |
| XV (15)               | 2007                  | Rio de Janeiro        | 11   | 16     | 33    | 60     |
| XVI (16)              | 2011                  | Guadalajara           | 21   | 19     | 34    | 74     |
| XVII (17)             | 2015                  | Toronto               | 15   | 29     | 30    | 74     |
| XVIII (18)            | 2019                  | Lima                  | 32   | 35     | 34    | 101    |
| 0                     |                       |                       |      |        |       |        |
| №                     | År                    | Vinterspelort         | Guld | Silver | Brons | Totalt |
| I (1)                 | 1990                  | Las Leñas             | 0    | 0      | 0     | 0      |
| 0                     |                       |                       |      |        |       |        |
| Totalt antal medaljer | Totalt antal medaljer | Totalt antal medaljer | 326  | 367    | 467   | 1160   |